# Kaitlin Doubleday
Kaitlin Janette Doubleday (Los Angeles, 19 luglio 1984) è un'attrice statunitense, nota per aver recitato nel ruolo di Rhonda Lyon per la serie televisiva di successo Empire.

## Biografia
Nata e cresciuta a Los Angeles, è figlia degli attori Frank Doubleday e Christina Hart. Sin da piccola si è ritrovata, assieme al resto della famiglia, a far parte dello show business: infatti anche la sorella Portia è un'attrice. Ha frequentato l'Accademia musicale presso l'Hamilton High School, sempre a Los Angeles. Attualmente la madre Christina si occupa di produzioni teatrali, mentre il padre è da tempo andato in pensione. 
Kaitlin debutta nel mondo televisivo prendendo parte a un episodio del celebre poliziesco statunitense Senza traccia nell'anno 2002. Nello stesso anno entra anche nel cast della sua prima pellicola cinematografica, Prova a prendermi, diretta da Steven Spielberg e che vede come protagonista il Premio Oscar Leonardo DiCaprio. Negli anni a seguire, dopo essersi laureata, torna a recitare in film come Waiting..., TV Set e Ammesso tra il 2005 e il 2007.
In quest'ultimo anno viene ingaggiata nella comedy prodotta da ABC Cavemen. Questa però riceve recensioni perlopiù negative e pertanto, dopo solo un mese dalla sua prima messa in onda, viene cancellata. Successivamente, appare come guest star in diverse serie TV: CSI: Miami, Brothers & Sisters, Bones, The Closer, Criminal Minds e Drop Dead Diva. Ha poi ottenuto anche un ruolo ricorrente nella serie Hung, firmata HBO.
Nel 2014 riceve il suo primo importante incarico televisivo: infatti viene inserita nel cast principale della serie TV di successo Empire, debuttante l'anno dopo. Nella soap opera, ricopre il ruolo della manipolatrice e ambiziosa Rhonda Lyon, moglie di Andre (interpretato da Trai Byers). Sempre nel 2015, viene inserita nel cast del film Po, diretto da John Asher. La pellicola, distribuita nel 2016 nel territorio statunitense, racconta la storia di un bambino affetto da autismo e vede come co-protagonisti della Doubleday attori del calibro di Christopher Gorham e Sean Gunn.

## Filmografia

### Cinema
- Prova a prendermi (Catch Me If You Can), regia di Steven Spielberg (2002)
- Freshman Orientation, regia di Ryan Shiraki (2004)
- Waiting..., regia di Rob McKittrick (2005)
- TV Set (The TV Set), regia di Jake Kasdan (2006)
- Ammesso (Accepted), regia di Steve Pink (2006)
- L'ultima speranza (Final Sale), regia di Andrew C. Erin (2011)
- Po, regia di John Asher (2016)
- High Heat (High Heat - Fuoco mortale (2022)

### Televisione
- Senza traccia (Without a Trace) – serie TV, 1 episodio (2002)
- Cold Case - Delitti irrisolti (Cold Case) - serie TV, 1 episodio (2003)
- Cavemen – serie TV, 13 episodi (2007)
- CSI: Miami – serie TV, 1 episodio (2008)
- Brothers & Sisters - Segreti di famiglia (Brothers & Sisters) – serie TV, 1 episodio (2009)
- Bones – serie TV, 1 episodio (2009)
- The Closer – serie TV, 1 episodio (2010)
- Hung - Ragazzo squillo (Hung) – serie TV, 3 episodi (2011)
- Mixology — serie TV, 1 episodio (2014)
- Empire – serie TV, 37 episodi (2015-2018)
- Scary Endings - serie TV, 2 episodi (2017)
- Nashville - serie TV, 25 episodi (2017-2018)

## Doppiatrici italiane
Nelle versioni in italiano delle opere in cui ha recitato, Kaitlin Doubleday è stata doppiata da:
- Eleonora De Angelis in Empire, Nashville
- Valentina Mari in Cold Case - Delitti irrisolti
- Sabrina Duranti in CSI: Miami[1]
- Ilaria Latini in Criminal Minds
- Emanuela Damasio in The Glades
- Licia Amendola in Fuoco mortale